# Белгия във Втората световна война
Белгия участва във Втората световна война на страната на Съюзниците от 10 май 1940 година до края на войната.
В първите месеци на войната Белгия запазва неутралитет, но през май 1940 година е нападната от Германия, която в рамките на 18 дни завзема почти цялата територия на страната. На 28 май крал Леополд III обявява капитулация, която обаче е отхвърлена от правителството на Юбер Пиерло, което се евакуира в Лондон и продължава да действа в изгнание. То организира свои въоръжени сили и задържа контрола над Белгийско Конго, което изиграва важна роля в снабдяването на Съюзниците. В окупирана Белгия се организира Съпротивително движение, но значителни групи сътрудничат на окупаторите и белгийци формират две дивизии на германските „Вафен-СС“.
По-голямата част от страната е завзета от Съюзниците през септември-октомври 1944 година, но боевете в източните райони продължават до началото на 1945 година. Общо около 88 хиляди белгийци загиват във войната. Сред тях са около 25 хиляди евреи (1/3 от общия им брой в страната), които стават жертва на Холокоста.